# Mogyorósbánya
Mogyorósbánya is een plaats (község) en gemeente in het Hongaarse comitaat Komárom-Esztergom. Mogyorósbánya telt 877 inwoners (2001).